# Mašićka Šagovina
Mašićka Šagovina is een plaats in de gemeente Okučani in de Kroatische provincie Brod-Posavina. De plaats telt 18 inwoners (2001).